# Kadra 2012
Kadra 2012 – program telewizyjny dla młodzieży o tematyce piłkarskiej, nadawany w latach 2006-2007 na antenie TVP1 i TVP Sport. Jego głównym zadaniem było zachęcanie młodych ludzi do uprawiania piłki nożnej i poparcia idei organizowania w Polsce i na Ukrainie Mistrzostw Europy w Piłce Nożnej 2012. Prowadzącym ten program był Maciej Iwański. Program zastąpiony został przez Orliki gola.